# Black Beaver
Black Beaver (Belleville, Illinois, 1806 - Anadarko, Oklahoma, 1880) fou un militar i explorador lenape al servei dels Estats Units. El 1834 entrà al servei del coronel Richard Dodge a Red River, i el va fer de guia i intèrpret davant dels comanxe, kiowa i wichita. També va fer nombroses expedicions a les Muntanyes Rocoses.